# Veress István (agrármérnök)
Veress István (Nagyenyed, 1909. november 5. – Kolozsvár, 2007. november 2.) erdélyi magyar okleveles műkertész, agrármérnök, egyetemi tanár, mezőgazdasági és kertészeti szakíró, T. Veress Éva apja.

## Életútja
Középiskoláit a nagyenyedi Bethlen Gábor Kollégiumban végezte. 1932-ben a Magyar Királyi Kertészeti Tanintézetben műkertész diplomát szerzett, majd ennek kiegészítéseként 1950-ben a Kolozsvári Agrártudományi Intézetben agrármérnöki oklevelet. 1932–33-ban kiegészítő tanulmányokat folytatott a sangerhauseni Rosarium és a Spath faiskola keretében, s később is többször töltött hónapokat tanulmányutakon: Magyarországon, Németországban, Jugoszláviában, Bulgáriában, 1956-ban Franciaországban (Nantes-ban).
Pályája elején (1933–35) a nagyenyedi Ambrozi-Fischer Faiskolában dolgozott, 1935-től a Bethlen Gábor Kollégium csombordi téli gazdasági és szőlészeti iskolájának tanára, egy ideig aligazgatója volt (itt vadgazdasági ismereteket is tanított). 1949-ben meghívást kapott a kolozsvári Mezőgazdasági Akadémiára, a magyar tagozatra, ennek tanára volt a tagozat megszüntetése után is, 1972-ben, 63 éves korában bekövetkezett kényszernyugdíjazásáig.
Ez alatt, négy évet kivéve, tanszékvezető professzor volt.  1952-ben létrehozta a didaktikai gyümölcsöst, majd a 10 hektáros bemutató gyümölcsöst. Tanított zöldségtermesztést, gyümölcstermesztést, dísznövénytermesztést, vadgazdságtant.

## Munkássága
Első írását a jonatán almáról 16 éves korában az Erdélyi Gazda közölte; első szakcikkét 1936-ban szintén az Erdélyi Gazda. Több mint 1000 szakcikke, tanulmánya, népszerűsítő írása jelent meg ezenkívül a Világosságban, a Falvak Dolgozó Népében, az Előrében, Jóbarátban, Korunkban, Művelődésben, Igazságban, Hargitában, Megyei Tükörben, Új Életben, valamint a Természet Világa, Honismeret, Kertbarátok Lapja, Szabad Föld, Biokultúra, Hargita Népe hasábjain és román lapokban is.
Fő kutatási területe, a kertészet és gyümölcstermesztés mellett szívesen írt vadászként gyűjtött megfigyeléseiről, oktatói-nevelői tapasztalatairól, egykori mezőgazdász kortársairól: Nagy Endréről (Természet Világa, 1995/1), Szász Pálról (Honismeret, 1995/1). Hagyatékában számos – ezután kiadásra kerülő – kézirat maradt: szakcikkek, visszaemlékezések, élménybeszámolók.
Rendszeres előadója volt az EMKE gazdatanfolyamainak, később a Tudomány- és Kultúraterjesztő Társaság előadássorozatainak, kertészetismereti előadásokat tartott 1950–60 között a középiskolai tanárok és 1966–72 között az agrármérnökök továbbképző tanfolyamain. A Román Televízió 1982-ben 15 részes sorozatot közölt vele Kertészkedjünk Veress Istvánnal címmel. Ezenkívül több mint 50 interjúban mutatták be munkásságát, módszereit.
Kertészeti és gyümölcstermesztési szaktudását nem csak cikkeiben és „igazi írói készséggel, bájos humorral megírt szakkönyveiben” (Győrffy István) osztotta meg közönségével: az 1960-as években több, a mezőgazdasági művelésre alkalmatlan területeket hasznosító jelentős székelyföldi gyümölcsös telepítésének (Farkaslaka, Farcád, Felsőboldogfalva, Kobátfalva, Székelyudvarhely) volt szakirányítója; ezeken a nemesített hazai gyümölcsfajtákat (batul, aranypármen, pónyik, gyógyi, törökbálint) igyekezett elterjeszteni.
1940–44 között szerkesztőbizottsági tagja volt a Kacsó Sándor szerkesztette, Nagyenyeden megjelent Erdélyi Gazdának, s ezt a kapcsolatot szerkesztőbizottsági tagként és állandó munkatársként a lap 1994-es újraindításakor is fenntartotta, haláláig. 1924–44 között tagja az Erdélyi Kárpát-Egyesületnek; részt vett az EMGE 1990-es újraalakításában; tiszteletbeli elnöke a Kertbarátok Egyesületének, tiszteleti tagja az EMKE-nek.
Munkásságát számos díjjal és kitüntetéssel ismerték el: ezek a Román Akadémia dicsérő oklevele (1966), a magyar Földművelési és Vidékfejlesztési Minisztérium Újhelyi Imre-díja (2002), a Romániai Magyar Gazdák Egyesületének Aranykalász-díja (2004), az Erdélyi Gazda évdíja (2005), A Magyar Köztársasági Érdemrend lovagkeresztje (2006), valamint 1982–2002 között a budapesti Kertészeti Egyetem Arany-, Gyémánt-, Vas-, ill. Rubin-diplomája.

## Önálló, többnyire társszerzőkkel írt munkái
- Gazdatudomány. I. rész. Növénytermesztés és szőlészet (Nagy Endrével, Nagyenyed, 1946);
- A gyümölcsfák védelme (a Mezőgazdasági Akadémia munkaközösségében, névtelenül, Bukarest, 1950);
- Gyümölcsfák és bokrok metszése (munkaközösségben, névtelenül, Bukarest, 1952; ua. 2. bővített kiadás: Antal Dániellel és Palocsay Rudolffal, Bukarest, 1955);
- Zöldségmagvak termesztése (munkaközösségben, névtelenül, Bukarest, 1953; ua. 2. kiad. Keszy-Harmath Erzsébettel és Török Sándorral, Bukarest, 1955);
- Hibridvetőmag előállítása zöldségféléknél (Csorba Istvánnal, Bukarest, 1955);
- Mezőgazdasági termékek és termények tárolása (többekkel, Bukarest, 1955);
- Csiperkegomba termesztése (Török Sándorral, Bukarest, 1956);
- Héjasok és bogyós gyümölcsűek termesztése és szemesítése (Antal Dániellel és Palocsay Rudolffal, Bukarest, 1957);
- Zöldséghajtatás és korai termesztés (Bukarest, 1957);
- Általános gyümölcstermesztés (Keszi-Harmath Erzsébettel, Bukarest, 1959);
- Zöldségtermesztés (D. Indreával és Tüzes Karácsonnal, Bukarest, 1961);
- Curs de pomicultură (Kolozsvár, 1967);
- A családi ház kertje (Csorba Istvánnal és Keszi-Harmath Erzsébettel, Bukarest, 1974; 2. kiad. Bukarest, 1981);
- A gyümölcstermesztő kézikönyve (Botár Andorral és Wagner Istvánnal, Bukarest, 1975);
- Gyümölcsfogyasztó emberiség (Kolozsvár, 1982);

## Román nyelven
- Grădinile de pe Riviera Franceză (Kolozsvár, 1956);
- Tăierea pomilor şi arbuştilor fructiferi (Antal Dániellel és Palocsay Rudolffal, Bukarest, 1957).